# Zapote de Zarcero
Zapote es uno de los distritos del cantón de Zarcero, en la provincia de Alajuela, de Costa Rica.

## Historia
Zapote fue creado el 22 de julio de 1939 por medio de Decreto Ejecutivo 35. Segregado de canton San Carlos.

## Geografía
Zapote cuenta con un área de 44,76 km² y una altitud media de 1580 m s. n. m.

## Demografía
Para el año 2022, Zapote cuenta con una población estimada de 1022 habitantes, y para el último censo efectuado, en 2011, Zapote contaba con una población de 739 habitantes.

## Localidades
- Poblados: Quina (parte), San Juan de Lajas, Santa Elena.

## Transporte

### Carreteras
Al distrito lo atraviesan las siguientes rutas nacionales de carretera:
- Ruta nacional 141